# ア・サウザンド・サンズ
『ア・サウザンド・サンズ』（A Thousand Suns）は、アメリカのロックバンド・リンキン・パークの4枚目のスタジオ・アルバム。全米では2010年9月14日、日本では2010年9月15日にリリースされた。

## 解説
- 今作は核戦争をテーマとしたコンセプト・アルバムであり、アルバムのタイトルは、原爆の父、ロバート・オッペンハイマーが後年のインタビューで引用したヒンドゥー教の聖典『バガヴァッド・ギーター』の一節から取られたものである。歌詞は政治的メッセージがより強くなっている。

- プロデューサーは前作『ミニッツ・トゥ・ミッドナイト』に続くリック・ルービンとマイク・シノダ。前作であまり見られなかったマイクのラップボーカル、チェスターのシャウトが一部の曲で復活しているが、今作はPro Toolsをより多く大半の曲で使用しているため、ヘヴィなギターサウンドは消極的になっている。一方、前作より歌詞のFワードが増えている。

- アルバム発売前には、アルバムからのリード・シングル「The Catalyst」のステム（曲の基礎となるパーツ）をダウンロードし、それらを自ら自由に組み合わせてリミックスを制作し投稿するコンテスト「Linkin Park, Featuring You」がバンドのMySpaceにて開催された。「The Catalyst」リリース直前に優勝者が発表され、NoBraiN（本名Czeslaw Sakowski、ポーランドの英語教師）が優勝、アルバム制作にも参加している。NoBraiNによるリミックスバージョンは、アルバムのBest Buy、Napster、HMVエディションに収録されている（海外のみ）。

- 日本盤は当初9月8日に世界最速・先行発売となる予定であったが、9月15日に変更となった。2009年に発売された「New Divide」のスタジオバージョンは未収録だが、日本盤にはボーナス・トラックとして、ギリシャでの「New Divide」のライヴ音源が収録されている。また、9月29日リリースのスペシャル・エディションには、アルバムのメイキング映像（約30分）を収録したDVDが付属されている。11月24日には、アーケード用ゲーム機「機動戦士ガンダム エクストリームバーサス」とのタイアップにあわせ、ガンプラ 30周年エディションもリリースされた。初回限定盤として、1/144HGUC ガンダム試作1号機フルバーニアン LINKIN PARK EDITIONが同梱された。

- 全米アルバムチャート（Billboard 200）では初登場1位を獲得。その他世界25ヶ国のアルバムチャートでトップ10位、そのうち11ヶ国で1位を記録。オリコンアルバムチャートでは最高2位。日本やイギリスなど7ヶ国でゴールドディスク、すでに数ヶ国ではプラチナディスクの認定を受けている。

## 収録曲
1. The Requiem (2:01)
2. The Radiance (0:57)
ロバート・オッペンハイマーのインタビューの音源がサンプリングされている。
3. Burning In The Skies (4:13)
3rdシングル。2011年3月21日リリース。
4. Empty Spaces (0:18)
5. When They Come For Me (4:53)
6. Robot Boy (4:29)
7. Jornada Del Muerto (1:34)
「The Catalyst」に登場する歌詞の一節が日本語で歌われている。曲名は人類初の核実験が行われたニューメキシコ州中南部にある砂漠地帯から。
8. Waiting For The End (3:51)
2ndシングル。2010年10月1日リリース。
9. Blackout (4:39)
10. Wretches And Kings (4:10)
マリオ・サヴィオによる1964年のスピーチの音源がサンプリングされている。
11. Wisdom, Justice, And Love (1:38)
マーティン・ルーサー・キング・ジュニアによるスピーチの音源がサンプリングされている。
12. Iridescent (4:56)
4thシングル。映画『トランスフォーマー/ダークサイド・ムーン』エンディングテーマ曲。
13. Fallout (1:23)
14. The Catalyst (5:40)
1stシングル。2010年8月2日リリース。ゲームソフト「メダル・オブ・オナー」テーマ曲。アーケード用ゲーム機「機動戦士ガンダム エクストリームバーサス」テーマ曲。
15. The Messenger (3:01)

日本盤ボーナス・トラック
1. New Divide （Live） (4:54)

## チャート順位とゴールド等認定
| チャート                                      | 最高位 | 調査              | ゴールド等認定 |
| --------------------------------------------- | ------ | ----------------- | -------------- |
| オーストラリア・アルバムチャート              | 1      | ARIA              | プラチナ       |
| オーストリア・アルバムチャート                | 1      | IFPI              | ゴールド       |
| ベルギー・アルバムチャート (フランデレン地域) | 2      | Ultratop/IFPI     |                |
| ベルギー・アルバムチャート (ワロン地域)       | 4      | Ultratop/IFPI     |                |
| カナダ・アルバムチャート                      | 1      | Nielsen SoundScan | プラチナ       |
| チェコ・アルバムチャート                      | 1      | IFPI              |                |
| デンマーク・アルバムチャート                  | 2      | IFPI              | ゴールド       |
| ヨーロッパ・トップ100アルバムチャート         | 1      | IFPI              |                |
| フィンランド・アルバムチャート                | 6      | ÄKT/IFPI          | ゴールド       |
| フランス・アルバムチャート                    | 4      | SNEP              |                |
| ドイツ・アルバムチャート                      | 1      | BVMI              | プラチナ       |
| ギリシャ・アルバムチャート                    | 2      | IFPI              |                |
| ハンガリー・アルバムチャート                  | 3      | Mahasz            |                |
| アイルランド・アルバムチャート                | 3      | IRMA              |                |
| イタリア・アルバムチャート                    | 1      | FIMI              |                |
| 日本・アルバムチャート                        | 2      | RIAJ              | ゴールド       |
| オランダ・アルバムチャート                    | 7      | GfK               |                |
| ニュージーランド・アルバムチャート            | 1      | RIANZ             | ゴールド       |
| ノルウェー・アルバムチャート                  | 4      | Nielsen SoundScan |                |
| ポーランド・アルバムチャート                  | 2      | ZPAV/OLiS         | プラチナ       |
| ポルトガル・アルバムチャート                  | 1      | AFP               | プラチナ       |
| ロシア・アルバムチャート                      | 3      | 2M/Lenta.ru       | プラチナ       |
| スペイン・アルバムチャート                    | 3      | PROMUSICAE        |                |
| スウェーデン・アルバムチャート                | 5      | GLF/IFPI          |                |
| スイス・アルバムチャート                      | 1      | IFPI              | ゴールド       |
| イギリス・アルバムチャート                    | 2      | BPI               | ゴールド       |
| アメリカ・アルバムチャート                    | 1      | Billboard/RIAA    | ゴールド       |
| アメリカ・オルタナティブ・アルバムチャート    | 1      | Billboard/RIAA    |                |
| アメリカ・ロック・アルバムチャート            | 1      | Billboard/RIAA    |                |